# Franco Modigliani
Franco Modigliani (tiếng Ý: [ˈfraŋko modiʎˈʎani]; 18 tháng 6 năm 1918 – 25 tháng 9 năm 2003) là một nhà kinh tế học người Italia, ông cũng đã nhập quốc tịch Mỹ. Ông là một giáo sư tại trường quản lý MIT Sloan và Khoa kinh tế MIT, ông được nhận giải Nobel Kinh tế năm 1985.

## Cuộc đời và sự nghiệp
Sinh ra ở Roma, Modigliani rời Italy vào năm 1939 do ông là người gốc Do Thái và có quan điểm chống phát xít. Đầu tiên ông đến Paris với gia đình của Serena, người sau này trở thành bạn gái ông, ông kết hôn với Serena vào năm 1939, sau đó ông chuyển tới Hoa Kỳ. Từ 1942 đến 1944, ông giảng dạy tại Đại học Columbia và Bard College với tư cách là giảng viên về kinh tế và thống kê. Năm 1944, ông nhận được bằng tiến sĩ khoa học xã hội tại New School for Social Research dưới sự hướng dẫn của Jacob Marschak. Năm 1946, ông trở thành công dân Hoa Kỳ, năm 1948 ông trở thành giáo sư của Đại học Illinois tại Urbana-Champaign.
Khi còn là một giáo sư tại Trường Đại học Quản trị công nghiệp thuộc Đại học Carnegie Mellon vào những năm 1950 và đầu những năm 1960, Modigliani đã có hai đóng góp đột phá cho khoa học kinh tế:
- Cùng với Merton Miller, ông đã xây dựng định lý Modigliani-Miller quan trọng trong ngành tài chính doanh nghiệp (1958). Định lý này chứng minh rằng theo một số giả định, giá trị của một công ty không bị ảnh hưởng cho dù nó có nguồn tài chính từ vốn chủ sở hữu (bán cổ phiếu) hoặc nợ (vay tiền).
- Ông cũng là người khởi xướng giả thuyết vòng đời, giả thuyết này cố gắng giải thích mức độ tiết kiệm trong nền kinh tế. Modigliani đề xuất rằng người tiêu dùng sẽ nhằm mục đích cho một mức độ ổn định của tiêu thụ trong suốt cuộc đời của họ, ví dụ bằng cách tiết kiệm trong những năm làm việc của mình và chi tiêu trong thời gian nghỉ hưu của họ.

Năm 1962, ông tham gia giảng dạy tại MIT, và được phong làm giáo sư viện, ông đã ở lại đây cho đến khi ông mất. Năm 1985 ông nhận giải thưởng thành tựu giáo sư James R. Killian của MIT.
Modigliani cũng là đồng tác giả sách giáo khoa mang tên "Nền tảng của chế định và thị trường tài chính " và "Thị trường vốn: chế định và công cụ" với Frank J. Fabozzi thuộc trường quản trị Yale.
Trong những năm 1990, ông hợp tác với Francis Vitagliano trên lĩnh cự thẻ tín dụng mới, và ông cũng đã giúp chống lại một đạo luật sáng chế có thể gây hại cho các nhà phát minh.
Một bộ sưu tập các bài báo của Modigliani được đặt tại Thư viện Rubenstein thuộc Đại học Duke.
Trong nhiều năm, ông sống ở Belmont, Massachusetts; ông qua đời ở Cambridge, Massachusetts.